# Џери Адамс
Џерард "Џери" Адамс (ир. Gearóid Mac Ádhaimh; Белфаст, 6. октобар 1948) ирски је политичар и бивши председник Шин Фејна (1983—2018).
Адамс је 1984. године био тешко рањен у покушају атентата од стране неколико наоружаних људи из Одбрамбеног удружења Алстера (УДА), укључујући Џона Грега. Од касних 1980-их па надаље, био је важна личност у мировном процесу у Северној Ирској, у почетку након контакта лидера Социјалдемократске и лабуристичке партије (СДЛП) Џона Хјума, а затим и са ирском и британском владом. Адамс је 1986. убедио Шин Фејн да промени своју традиционалну политику апстиненције према Серахтасу, парламенту Републике Ирске. Постао је посланик у скупштини Северне Ирске 1998. године, а ту позицију је служио до 2010. године. Годину дана касније, Адамс постаје посланик у Дојл Ерену и предводи посланичку групу Шин Фејна до 2018. године. Адамс је новембра 2017. најавио да ће се повући са места председника Шин Фејна 2018. године и да се неће кандидовати за реизбор 2020. године. Њега је наследила Мери Лу Макдоналд на специјалној конференцији 10. фебруара 2018. године.

## Младост
Адамс је рођен у округу Балимурфи у Белфасту 6. октобра 1948. године. Његови родитељи, Ен (рођена Ханавеј) и Џери Адамс старији, потичу из републиканске породице. Његов деда, који се такође звао Џери Адамс, је био члан Ирског републиканског братства током Ирског рата за независност. Два његова ујака, Доминик и Патрик Адамс, били су интернирани од стране влада у Белфасту и Даблину. У књизи Џ. Боер Бела Тајна војска, Бел наводи да је Доминик био висока личност у Ирској републиканској армији средином 1940-их. Џери Адамс старији придружио се армији са 16 година. Године 1942. учествовао је у заседи армије на патроли краљевске полиције у Алстеру, али је био рањен, ухапшен и осуђен на осам година затвора. Адамсов прадеда по мајци, Мајкл Хенавеј, такође је био члан Ирског републиканског братства током кампање бомбардовања у Енглеској 1860-их и 1870-их. Мајклов син, Били, био је изборни агент за Ејмон де Валеру на општим изборима у Ирској 1918. у Западном Белфасту.
Адамс је похађао основну школу Свети Финијан на Фалс Роду, где су га подучавала браћа Ла Сал. Након што је 1960. положио испит за једанаест и више, похађао је гимназију Хришћанске браће Свете Марије. Напустио је гимназију са шест О-нивоа и постао бармен. Био је све више укључен у ирски републикански покрет, придруживши се Шин Фејну и Фијана Ејрану 1964. године, након што су га радикализовали нереди у улици Дивис током опште изборне кампање те године.